# 露崎俊和
露崎 俊和（つゆざき としかず, 1955年 - ）は、日本のフランス文学者。青山学院大学名誉教授。

## 履歴
新潟県生まれ。京都大学文学部卒業、同大学院修士課程修了、1985年同助手、1986年千葉大学教養部専任講師、1988年助教授。1992年青山学院大学文学部仏文科助教授、1999年教授、2024年定年、名誉教授。
ボードレールを中心としたフランスの19世紀の詩が専門だが、翻訳も幅広く行う。

## 翻訳
- マルセル・エイメ『クールな男』1990 (福武文庫) 「マルセル・エメ傑作短編集」中公文庫
- ロジェ・シャルチエ編『書物から読書へ』水林章、泉利明共訳 みすず書房 1992
- ジャン・ルースロ『フランス詩の歴史』白水社 (文庫クセジュ) 1993
- 『ヒッチコックによるラカン 映画的欲望の経済』 共訳 トレヴィル 1994
- セルゲイ・パラジャーノフ『七つの夢』ダゲレオ出版 1995
- アンドレ・ピエール・ド・マンディアルグ 『刃の下』白水社 1996
- フレデリック・グロ『ミシェル・フーコー』白水社 (文庫クセジュ) 1998

## 参考
- 露崎俊和 - researchmap
- 露崎俊和 - J-GLOBAL
- 露崎俊和 - KAKEN 科学研究費助成事業データベース
- CiNii